# Karin Enström
Karin Enström, née Karin Landerholm le 23 mars 1966 à Uppsala (Suède), est une femme politique suédoise. 
Membre des Modérés (M), dont elle est la secrétaire générale, elle est ministre de la Défense au sein du gouvernement Reinfeldt entre 2012 et 2014. 

## Biographie
Elle est parlementaire au Riksdag entre 1998 et 2012 et depuis 2014. Elle est membre du comité de la défense du parlement entre 2002 et 2010 et le préside à partir de 2008. Elle est présidente du comité des affaires étrangères de 2010 à 2012, date à laquelle elle est nommée ministre de la Défense.